# Мортал Комбат 2 (фильм)
«Мо́ртал Ко́мбат 2» (англ. Mortal Kombat 2) — американский технофэнтезийный фильм о боевых искусствах режиссёра Саймона Маккуойда по сценарию Джереми Слейтера. Основан на одноимённой серии игр и является сиквелом фильма «Мортал Комбат» 2021 года. В фильме снимутся Льюис Тан, Джессика Макнэми, Таданобу Асано, Мекхад Брукс, Луди Лин, Чинь Хань, Джо Таслим, Хироюки Санада, Карл Урбан, Тати Габриэль и Аделин Рудольф. Съёмки начались в Австралии в июне 2023 года и завершились в январе 2024 года. Премьера в США запланирована на 24 октября 2025 года.

## В ролях
- Льюис Тан — Коул Янг[1]
- Джессика Макнэми — Соня Блейд[2]
- Мехкад Брукс — Джакс[3]
- Джош Лоусон[англ.] — Кано[2]
- Таданобу Асано — Райдэн[англ.][4]
- Луди Лин — Лю Кан[5]
- Чинь Хань — Шан Цзун[4]
- Джо Таслим — Би-Хан / Нуб Сайбот[6]
- Хироюки Санада — Ханзо Хасаши / Скорпион[6]
- Карл Урбан — Джонни Кейдж[2]
- Тати Габриэль — Джейд[2]
- Аделин Рудольф — Китана[7]
- Мартин Форд[англ.] — Шао Кан[8]
- Десмонд Чиам[англ.] — король Джеррод[8]
- Ана Нгуен — Синдел[8]
- Дэймон Херриман — Куан Чи[8]
- Макс Хуанг[англ.] — Кун Лао[9]

## Производство

### Разработка
После выхода фильма «Мортал Комбат» в апреле 2021 года актёр Джо Таслим заявил о том, что он подписал контракт на съёмки в ещё четырёх фильмах «Мортал Комбат», если компания Warner Bros. Pictures решит создать новую кинофраншизу
Режиссёр Саймон Маккуойд заявил, что готов снять сиквел, если ему понравится сценарий. В интервью после выхода фильма «Мортал Комбат» Маккуойд признался, что не включил Джонни Кейджа в первый фильм, так как Кейдж, по его мнению, слишком «огромная личность» и исследовать его персонаж, как и персонаж Китаны, можно будет в следующих фильмах.
В январе 2022 года стало известно, что фильм «Мортал Комбат 2» находится в разработке, его сценаристом был назначен Джереми Слейтер. В мае того же года Слейтер заявил, что в фильме появится Джонни Кейдж.
В июле 2022 года фильм получил «зелёный свет» на начало производства от компании New Line, а Саймон Маккуойд был официально утверждён в качестве его режиссёра.

### Подбор актёров
В мае 2023 года стало известно, что Тати Габриэль сыграет в роли Джейд, а Карл Урбан — в роли Джонни Кейджа. Джессика Макнэми и Джош Лоусон вновь сыграют Соню Блейд и Кано соответственно. Позднее в том же месяце Аделин Рудольф была утверждена на роль Китаны. В июне 2023 года стало известно, что Мартин Форд, Десмонд Чиам, Ана Нгуен и Дэймон Херриман сыграют Шао Кана, короля Джеррода, королеву Синдел и Куан Чи соответственно. Херриман ранее озвучил роль Кабала в фильме «Мортал Комбат» 2021 года. Позднее в том же месяце Макс Хуанг был утверждён на роль Кун Лао.

### Съёмки
Съёмки фильма начались 22 июня 2023 года на Village Roadshow Studios в Голд-Косте (Австралия). Оператором является Стивен Уиндон. Ожидалось, что они продлятся до сентября 2023 года. Впоследствии съёмки были остановлены из-за забастовки профсоюза актёров SAG-AFTRA. В ноябре 2023 года после завершения забастовки съёмки возобновились. В январе 2024 года стало известно о завершении съёмок.

### Маркетинг
Первый трейлер фильма вышел 17 июля 2025 года.

## Премьера
Компания Warner Bros. Pictures планирует выпустить фильм в кинотеатрах США 24 октября 2025 года.